# Ниедзьвож
Ниедзьвож — река в России, протекает по Республике Коми. Устье реки находится в 16 км по левому берегу реки Лиственничной. Длина реки — 17 км.

## Данные водного реестра
По данным государственного водного реестра России относится к Двинско-Печорскому бассейновому округу, водохозяйственный участок реки — Печора от водомерного поста у посёлка Шердино до впадения реки Уса, речной подбассейн реки — бассейны притоков Печоры до впадения Усы. Речной бассейн реки — Печора.